# Панчагарх (зіла)
Панчагарх (Bengali pronunciation: [pɔntʃoɡɔɽ] ; бенг. পঞ্চগড়, Panchagaṛ «п'ять фортів») — район округу Рангпур у Північному Бангладеш. Панчагарх — найпівнічніший район Бангладеш. Він лежить між 26º00' і 26º38' північної широти і між 88º19' і 88º49' східної довготи. Він був створений як район 1 лютого 1984 року.

## Історія
Під час режиму Британського Раджу Панчагарх був частиною району Джалпайгурі неподільної Бенгалії. У 1911 році Джалпайгурі було повністю визнано тханою. У той час штаб Джалпайгурі thana знаходився в Джагдал упазіла нинішнього району Панчагарх. thana була перенесена на берег річки Каратойя в його нинішньому місці для екологічних і транспортних переваг. Після поділу Індії та Пакистану в 1947 році Панчагарх був thana під керівництвом mahakuma Тхакургаон. 1 січня 1980 року його було створено як mahakuma, що складається з п’яти thana на імена Тетулія, Панчагарх Садар, Атварі, Бода та Дебігандж. Першим уповноваженим Панчагарха був Сайєд Абдур Рашид з 1 січня 1980 року по 31 грудня 1982 року. Пізніше він був створений як район 1 лютого 1984 року. Першим заступником комісара Панчагарха був ASM Абдул Халім з 1 лютого 1984 року по 16 червня 1985 року.

## Географія
Географічно ця земля є нижньою частиною Гімалаїв, тому відносно ця земля є найбільш високогірною в Бангладеш. Склад ґрунту також відрізняється багатством піску та каміння. Район розташований на крайній півночі Бангладеш і з трьох сторін обмежений 288 км кордоном з Індією з районом Дарджілінг на півночі, районами Джалпайгурі та Куч-Бехар на північному сході, Уттар-Дінаджпур на заході, районами Дінаджпур і Тхакургаон на півдні та районом Нілфамарі на сході. Він лежить між 26º00' і 26º38' північної широти і між 88º19' і 88º49' східної довготи.

## Адміністративно-територіальний поділ
Панчагарх має п'ять упазіл:
| Упазила        | Площа (кв. км) | Населення (2011) | Союз |
| -------------- | -------------- | ---------------- | ---- |
| Панчагар Садар | 347,09         | 271707           | 10   |
| Дебігань       | 309.02         | 224709           | 10   |
| Бода           | 349,47         | 232124           | 10   |
| Атварі         | 209,93         | 133650           | 6    |
| Тетулія        | 189.10         | 125454           | 7    |

- Адміністратор: Абу Бакар Сіддік[5]
- Заступник комісара (DC): Жахурул Іслам[6]